# Payconiq
Payconiq est une société luxembourgeoise propriétaire d'un système de paiement électronique du même nom, actif en Belgique en 2015. Le système de paiement est conçu pour effectuer des paiements entre particuliers, mais peut également être utilisé pour payer sans espèces dans les magasins en utilisant l'application sur un  smartphone. Le système est fondé par le Groupe ING et est rejoint par les banques belges KBC Bank et Belfius. Le système de paiement fonctionne également aux Pays-Bas et est déployé au Luxembourg grâce à l'acquisition de la start-up luxembourgeoise de technologie financière Digicash Payments. La société vise à desservir l'ensemble de la région du Benelux d'ici la mi-2018 dans le but de s'étendre à l'échelle européenne. Depuis janvier 2018, Payconiq débute un programme pilote pour ses services à Munich, en Allemagne.

## Belgique
En mars 2018, Payconiq Belgique et le système de paiement belge Bancontact annoncent leur intention de fusionner,,. La fusion est finalisée en juillet 2018 pour former Bancontact Payconiq Company. La nouvelle société bénéficie d'une injection de capital de 17,6 millions d'euros de ses cinq principaux actionnaires : Belfius, BNP Paribas Fortis, ING, KBC et Axa Belgium. Elle fusionne ses deux applications de paiement existantes « Payconiq » et « Bancontact » en une seule application appelée « Payconiq by Bancontact » qui est prise en charge par 20 banques belges et 290 000 magasins en Belgique.

## Système
Le consommateur télécharge l'application via l'App Store ou Google Play sur le smartphone et associe l'application à son compte bancaire. Ensuite, le consommateur choisit le bénéficiaire dans une liste avec des magasins (par localisation GPS ou en scannant un code QR) ou des amis (par adresse e-mail ou numéro de téléphone portable). Le bénéficiaire entre le montant à payer et le consommateur entre le code PIN ou l'empreinte digitale. 